# Wernburg
Wernburg é um município da Alemanha localizado no distrito de Saale-Orla, estado de Turíngia.
Pertence ao Verwaltungsgemeinschaft de Oppurg.

## Demografia
Evolução da população (31 de dezembro):
| - 1994 - 680 - 1995 - 686 - 1996 - 712 - 1997 - 725 - 1998 - 717 | - 1999 - 744 - 2000 - 770 - 2001 - 766 - 2002 - 768 - 2003 - 772 | - 2004 - 772 - 2005 - 772 - 2006 - 759 - 2007 - 747 |

 Fonte: Thüringer Landesamt für Statistik